# 1998 VQ7
1998 VQ7 är en asteroid i huvudbältet som upptäcktes den 10 november 1998 av LINEAR i Socorro County, New Mexico.
Den tillhör asteroidgruppen Vesta.